# مائورو ویگوریتو
مائورو ویگوریتو (انگلیسی: Mauro Vigorito؛ زادهٔ ۲۲ مهٔ ۱۹۹۰) بازیکن فوتبال اهل ایتالیا است.
از باشگاه‌هایی که در آن بازی کرده‌است می‌توان به باشگاه فوتبال لچه، باشگاه فوتبال ونتزیا، باشگاه فوتبال کالیاری، باشگاه فوتبال تریستیانا، باشگاه فوتبال آ. ث. لومتزانه، و باشگاه فوتبال ویچنزا اشاره کرد.